# Prieuré de Val Duchesse
 (octobre 2020).
Pour les articles homonymes, voir Val Duchesse.

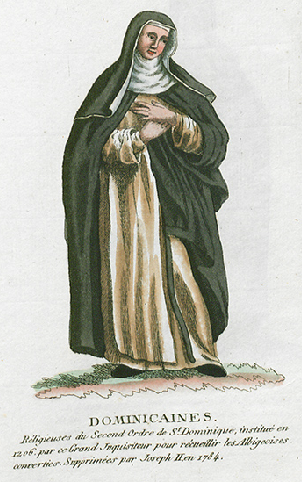
Dominicaines.

Le prieuré de Val Duchesse (en néerlandais : Hertoginnedal) est un couvent de religieuses dominicaines du XIIIe siècle, établi dans la vallée de la Woluwe, à Auderghem, en Belgique. Fermé par le pouvoir révolutionnaire en 1796, ce qui en reste passe entre les mains de personnes privées au XIXe siècle avant de devenir propriété de l'État belge en 1930. Le prieuré et son domaine sont maintenant souvent utilisés pour d'importantes réunions et colloques nationaux ou internationaux.

## Origine de la fondation

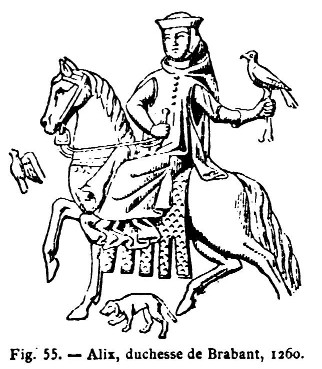
Adélaïde de Bourgogne, d'après son sceau de chasse.

En 1262, la duchesse Adélaïde de Bourgogne, fonde la communauté religieuse de Val Duchesse, qui est généreusement dotée selon la volonté de sa fondatrice. Les dominicaines sont appelées sœurs blanches en raison de la robe de laine blanche et du capuchon blanc qu’elles portaient.
Situé à proximité du hameau d’Auderghem, le couvent s’installe sur une colline en pente douce au bord d’un grand lac.
La chapelle Sainte-Anne existait avant le prieuré et devient sa propriété dès sa fondation. Petit oratoire roman du début du XIIe siècle, elle comprend une nef unique et un clocher carré (1250).
Dès 1273, Jean Ier de Brabant, fils d’Adélaïde, offre à la nouvelle fondation 60,5 bonniers (soit 84,7 hectares) de la forêt de Soignes pour permettre son installation. Il lui cède également un moulin à eau à proximité contre un modique cens. En 1411, le prieuré possédait des terres et des immeubles dans plus de 40 communes. Outre ces immunités, le prieuré reçoit le patronat des églises de Watermael, Ekeren et Orten. Le pape Boniface VIII leur confère même le droit de revêtir des prêtres et des clercs de l’habit de saint Dominique et de leur octroyer les cures en question.
La clôture s’étend sur quelque 12 hectares comprenant plusieurs étangs de la Woluwe où l’on élève des carpes dont la chair est très appréciée.  
En 1496, le prieuré compte 42 nonnes professes, six converses, trois confesseurs, le prévôt, son clerc et plusieurs ouvriers laïques. Le prieuré n’est, en théorie, accessible qu’aux filles nobles. Il arrive toutefois fréquemment, sous la pression de notables, qu’elles soient forcées d’accueillir des enfants illégitimes. C’est devenu tellement fréquent qu’elles s’en plaignent à Philippe le Bon qui, en 1444, défend strictement d’admettre des sœurs qui ne seraient pas nées légitimes. La prieure porte le titre de dame de Watermael, de Ekeren et possède de plein droit d’importants privilèges.

## Les affres des guerres de religion
Le couvent connut une période de grande prospérité jusqu’aux troubles religieux et politiques du XVIe siècle, qui obligèrent les religieuses à se réfugier à Bruxelles, en 1562, et en 1567, le couvent fut incendié. En 1578, les moniales durent une seconde fois se replier à Bruxelles. Ce n’est qu’à partir 1585, que la reconstruction du couvent put être reprise.
Alors qu’il avait été préservé de toute agression pendant les 3 premiers siècles de son existence, le prieuré est victime de l’attaque d’une bande armée dans la nuit du 20 février 1562. Ils avaient transformés des troncs d’arbre en béliers de fortune pour enfoncer les portes d’accès. Échouant à les faire entendre raisons, les religieuses, mortes de peur, se réfugient dans une des tours de l’église où elles se barricadent efficacement. Rageurs, les malfrats entrent dans l’église, rassemblent tout ce qu’ils trouvent au milieu de la nef, aspergent le tout de poudre et y mettent le feu. L’incendie se propage à une vitesse foudroyante aux autres bâtiments pendant que les bandits boivent tranquillement le vin des dominicaines dans les caves. Les sœurs appellent à l’aide en sonnant les cloches à toutes volées, tellement fort que la corde finit par se casser. Croyant les secours proches, les bandits s’en vont en emportant argenterie et vases sacrés. Pris au dépourvu, ils répandent le contenu des tonneaux de vin dans la cave.
Si les dégâts matériels sont considérables – les principaux bâtiments sont détruits, le trésor et la bibliothèque de manuscrits perdus – les 60 religieuses eurent toutes la vie sauve, la tour ayant été miraculeusement épargnée de l’incendie. Un des coupables, Étienne Jaque, chef d’une troupe de bohémiens, fut appréhendé, jugé et brûlé vif sur la Grand-Place de Bruxelles, le 12 juin 1562.
Avec l’aide financière du roi, Philippe II d'Espagne, les moniales entreprirent courageusement la restauration de leur prieuré. La nouvelle église, ornée de vitraux de Pierre Boels offert par l’abbé de Park, Charles Van der Linden, fut inaugurée en 1570. Traquées par les gueux, les moniales durent se réfugier à Bruxelles, dans leur maison « La Fontaine » place de la chapelle, en attendant des jours meilleurs. Elles ne reviennent à Val Duchesse qu’en 1585 dans les ruines et la désolation. Hypothéquant leurs biens, organisant des ventes de mobilier et de bibelots, recevant des dons de particuliers, elles réussissent une nouvelle fois à remettre leur prieuré en état. Une nouvelle enceinte est construite entre 1649 et 1650 autour des sept hectares rassemblant les bâtiments conventuels, les dépendances et les jardins. Les constructions se serrent en trois groupes entre la rive de l’étang et le bas de la colline au sommet de laquelle se dresse la chapelle Sainte-Anne : au-delà de la porte charretière située au bout de la rue du Moulin, se trouvent les logements des serviteurs et les communs précédés d’un potager ; plus loin, à l’extrémité d’une cour, se trouvait le cœur du monastère avec son cloître percé dans un carré de bâtiments dont l’église forme le côté oriental ; un troisième groupe formée de la ferme et de ses dépendances, d’aspect trapu et percé d’étroites baies, se trouve autour du moulin, situé au bord de l’étang. Un vaste verger et un vignoble s’étalent sur toute la largeur de la propriété.
La fin des ennuis n’était pourtant pas arrivée. Bravant les vicissitudes, le prieuré est saigné à blanc par les armées occupantes, espagnoles, autrichiennes ou françaises. L’époque autrichienne ramène toutefois la prospérité. A la veille de la mort de Charles de Lorraine, en 1780, le nouveau logis prioral de style Louis XVI est inauguré sous l’impulsion de l’une des dernières prieures, Cécile de Neufforge. Une façade néo-classique, très lourde, y a été ajoutée côté sud.  Mais les moniales n’eurent pas le temps d’en profiter.  
Chassées de leur couvent par le décret impérial de 1783 qui les oblige à vendre tous leurs biens, les moniales y reviennent triomphalement en janvier 1790 : « les gens d’Auderghem et ceux des villages avoisinants, qui aimaient ingénument leur vieux prieuré, étaient accourus en foule de tous les coins de la contrée et formèrent deux véritables haies sur le passage du cortège. Les hommes avaient tous le chapeau à la main ; quelques femmes pleuraient d’émotion. Et la prieure et ses compagnes escortées par un détachement de volontaires patriotes, dont les drapeaux claquaient au vent, et par une troupe nombreuse de paysans armés, repassèrent ravies la grande porte de leur couvent. »
Ce retour est malheureusement de courte durée puisque le prieuré de Val Duchesse est, comme toutes les fondations soniennes, frappé d’interdiction en 1796. Le couvent des dominicaines a été vendu les 12 ventôse (2 mars 1798) et 7 floréal an VI (26 avril 1798) pour quelques milliers de francs l’année suivante. Église, cloître et une bonne partie des bâtiments conventuels sont alors démolis. Quant au moulin, il sert encore à fabriquer du papier et à moudre du grain avant d’être démoli à son tour en 1903.

## De la propriété privée au domaine de l'État
La propriété passe ensuite dans de nombreuses mains – Eugène-Amour de Cartier (1803-1869) bourgmestre de Watermael, l’acquiert en 1840 - avant d’aboutir entre les mains de Charles-Henri Dietrich(1865- ), financier et homme d’affaires bruxellois, qui la transforme en somptueuse résidence. Il venait de vendre le castel de Linthout, qu’il avait acquis en 1893, aux sœurs de Lille qui y fondèrent le sacré-cœur de Linthout. Il a d’abord restauré les deux parties du logis prioral qu’il a réuni par des constructions du même style.  L’aile nord-ouest, trop haute, est couronnée par une coupole tronquée sur plan carrée.
Il a modernisé le parc et a été autorisé à incorporer la Woluwe dans son domaine, en échange de laisser celui-ci à l’État à son décès. Transféré à la Donation royale en 1930, le prieuré de Val Duchesse est aujourd'hui le siège de réunions nationales et internationales.

### Patrimoine architectural
Il ne reste aujourd'hui, du prieuré d'origine, que quelques pans de murs et une chapelle dédiée à sainte Anne, restaurée à la fin des années 1960.

## Pour compléter